# Familia de Haumea
La Familia de Haumea en una familia de objetos transneptunianos que se formó por una colisión con similares parámetros orbitales y espectros (hielo casi puro) que sugieren que se originó en el efecto perturbador de un cuerpo progenitor. Los cálculos indican que es probable que sea la única familia colisional de objetos transneptunianos.

## Cuerpos celestes
- (55636) 2002 TX300
- (24835) 1995 SM55
- (19308) 1996 TO66
- (120178) 2003 OP32
- (145453) 2005 RR43
- (136108) Haumea (2003 EL61)
  - Namaka (S/2005 2003 EL61 2)
  - Hi'iaka (S/2005 2003 EL61 1)
- (86047) 1999 OY3
- 2003 UZ117
- 2005 CB79
- 2003 SQ317
- 2009 YE7

- Datos: Q2447669